# Giovanni Borgia
Giovanni  Borgia, ook wel Juan I de Borja, (Rome, 1474 – aldaar, 14 juni 1497) was de zoon van paus Alexander VI en zijn maîtresse Vannozza dei Cattanei. Hij was de 2e hertog van Gandía.

## Biografie
Giovanni trouwde in september 1493 met Maria Enriquez de Luna, die verloofd was geweest met zijn halfbroer Pedro Luis. Als gevolg van de troonsbestijging van zijn vader kreeg Giovanni verschillende titels, waaronder die van constable van Napels, hertog van Sessa en aanvoerder van de pauselijke legers.
De moord op Giovanni was het meest opvallende gegeven met betrekking tot zijn leven. Wie verantwoordelijk was voor deze daad is altijd onbekend gebleven. In Romeinse kringen circuleerden diverse namen, waaronder die van zijn broers Gioffre en Cesare, die ieder een motief hadden voor de daad. Andere namen die genoemd werden, waren Antonio Pico della Mirandola – met wiens dochter hij in het geheim een relatie zou hebben gehad – en kardinaal Ascanio Sforza, die een conflict met Giovanni had.
Giovanni Borgia werd begraven in de Santa Maria del Popolo.

## Huwelijk
Uit zijn huwelijk met Maria Enriquez de Luna werden twee kinderen geboren:
- Don Juan II de Borja, 3e hertog van Gandía (1495-1543), getrouwd met 1. Juana de Aragon y de Gurrea[1]  2. Francisca de Castro y Pinós
- Doña Francisca; zij trad toe tot een klooster in Valladolid.

## Moord
In 1497 verdween Giovanni in een achterbuurt van Rome, waar hoofdzakelijk joden woonden, nadat hij zijn dienaar had weggestuurd. Die dienaar werd later die avond vermoord teruggevonden, maar van Giovanni was geen spoor te bekennen. Paus Alexander VI was erg ongerust. Hij liet overal zoeken naar zijn oogappel. Uiteindelijk werd zijn lichaam in de Tiber gevonden. Hij was door een steek in de buik met een klein zwaard om het leven gebracht. Meteen gingen er geruchten over de moord. Zou het een wraakactie geweest kunnen zijn van kardinaal Ascanio Sforza die ruzie had met Giovanni en zou Giovanni daarbij hebben gedreigd hem te vermoorden? Of zou zijn broer Cesare achter de moord zitten? Cesare Borgia was jaloers op Giovanni, niet alleen omdat Giovanni de oogappel van hun vader was, maar meer nog omdat Giovanni het pauselijke leger aanvoerde, een ambitie die Cesare koesterde. Maar het zou ook een wraakactie geweest kunnen zijn van de verdreven familie Orsini voor de moord op het hoofd van hun familie Virginio Orsini in opdracht van Paus Alexander VI en omdat Giovanni als legeraanvoerder hun kastelen en landerijen veroverde.